# Jazzclub Tonne

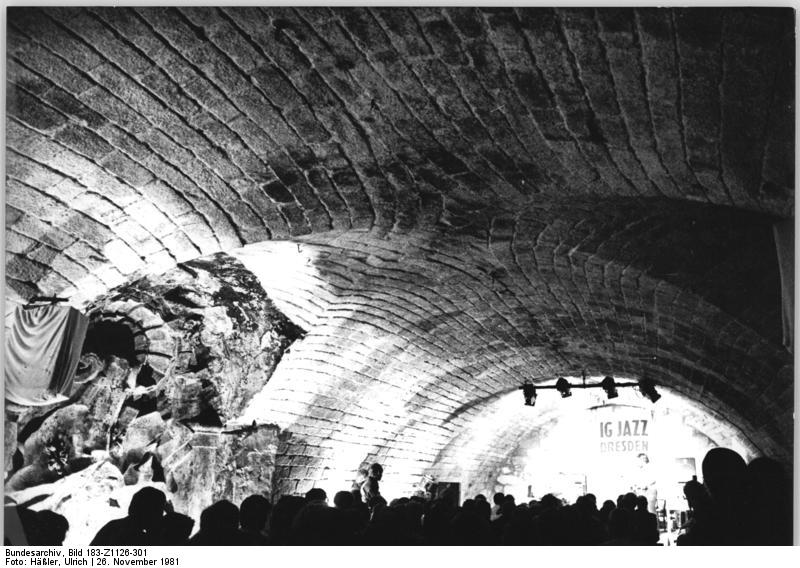
Kellergewölbe „Die Tonne“ des Kurländer Palais während eines Konzerts 1982

Der Jazzclub Neue Tonne Dresden (offizieller Name; im normalen Sprachgebrauch und historisch oft kurz Jazzclub Tonne oder „Tonne“ genannt) ist einer der bekanntesten Jazzclubs im Osten Deutschlands.

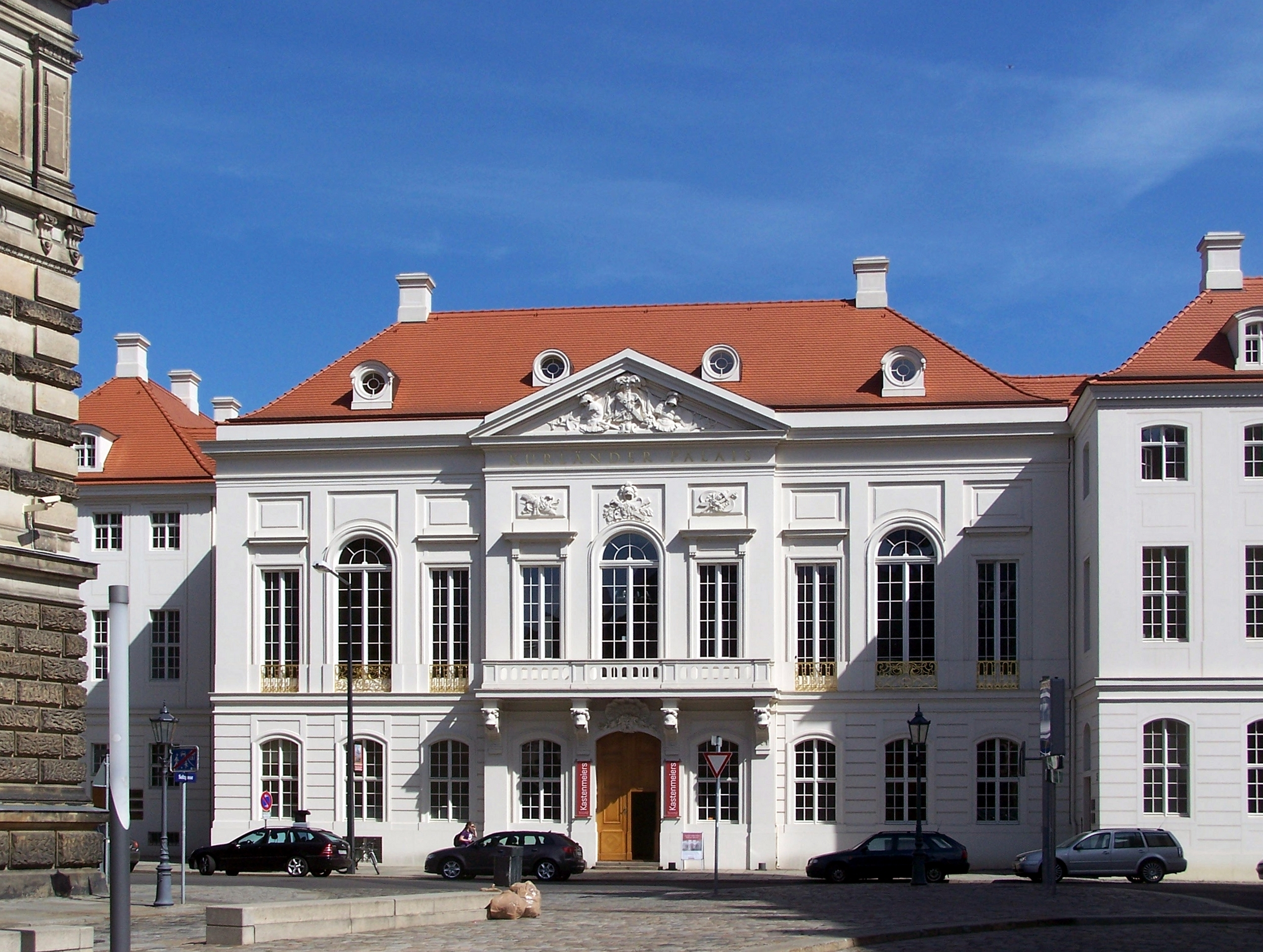
Wiederaufgebautes Kurländer Palais, 2011

Er geht auf die am 18. März 1977 gegründete Interessengemeinschaft (IG) Jazz der Stadtorganisation Dresden im Kulturbund der DDR zurück, die damals einige Zeit lang Jazzkonzerte in Studentenklubs, Hörsälen und Kinos der Stadt organisierte. Nachdem die IG-Mitglieder die tonneartigen Kellergewölbe unter der Ruine des Kurländer Palais ausgebaut und am 13. März 1981 bezogen hatten, bürgerte sich der Begriff Tonne immer mehr für die IG Jazz ein. Die Tonne entwickelte sich zu einem der bekanntesten Jazzclubs der DDR. Durch zahlreiche Konzerte, unter anderem in Zusammenarbeit mit dem Internationalen Dixieland-Festival Dresden, brachte es die Tonne schon in den 1980er Jahren zu großer Bekanntheit. 1985 veranstaltete sie 79 Konzerte, zu denen insgesamt 14000 Besucher kamen.
Im Juni 1990 gründete sich daraus der Jazzclub Tonne e. V., der noch bis zum Frühjahr 1997 im Tonnengewölbe des Kurländer Palais untergebracht war. Infolge der geplanten Rekonstruktion des Palais zog der Verein ins Dresdner Waldschlösschenareal, wo er schließlich im Sommer 2000 Insolvenz anmelden musste.
Am 21. November 2000 gründeten Jazzfreunde den Jazzclub Neue Tonne Dresden e. V., der schließlich im April 2002 ins Kellergewölbe des Kulturrathauses auf der Königstraße in der Inneren Neustadt zog. Nachdem die Stadt Dresden im Jahr 2015 den Mietvertrag gekündigt hatte, als ein Wassereinbruch den Flügel, die Licht- und Tonanlage des Spielorts beschädigt hatte und die Betreiber daraufhin von der Stadt Schadenersatz verlangten, zog der Verein in sein altes Domizil im zwischenzeitlich rekonstruierten Kurländer Palais.
Mittlerweile bietet die Tonne jährlich etwas mehr als 100 Konzerte und Veranstaltungen an, der Verein ist Mitveranstalter des Festivals Boskovice / Mähren (Tschechische Republik) und hat mit „Jazzwelten“ ein eigenes Mini-Festival ins Leben gerufen.
Auch im normalen Monatsprogramm will der Jazzclub Internationalität und Spitzenqualität bieten. Neben Musikern aus den USA, Frankreich, Italien und dem Nachbarland Tschechien präsentierte die Neue Tonne dem Dresdner Jazzpublikum allein im Jahre 2004 Musiker aus Deutschland, Portugal, Australien, Japan, Schottland, Polen, Slowenien, Serbien, Ungarn, Österreich, Schweden, der Schweiz, Finnland und Norwegen.
Der Club kooperiert unter anderem mit der Hochschule für Musik Carl Maria von Weber Dresden.

## Auszeichnungen
- APPLAUS 2023 – Preis für bestes Livemusikprogramm[2]